# Alexándra Tsanáka
Alexándra Tsanáka (en grec Αλεξάνδρα Τσανάκα) est une femme politique grecque.

## Biographie
Aux élections législatives grecques de janvier 2015, elle est élue députée au Parlement hellénique sur la liste de la SYRIZA dans la circonscription de Kavala.
Le 21 août 2015, elle quitte la SYRIZA avec vingt-quatre autres députés dissidents pour créer Unité populaire.